# Bayerisches Staatsministerium für Wirtschaft, Landesentwicklung und Energie
Das Bayerische Staatsministerium für Wirtschaft, Landesentwicklung und Energie (StMWi) ist ein Ministerium der Bayerischen Staatsregierung mit Sitz in München.

## Leitung
Das Ministerium wird seit 2018 von Staatsminister Hubert Aiwanger (Freie Wähler) geleitet. Staatssekretär ist seit 2023 Tobias Gotthardt (Freie Wähler). Der Staatsminister wird in der Leitung des Staatsministeriums durch die Amtschefin und Ministerialdirektorin Sabine Jarothe und Ministerialdirektor Markus Wittmann unterstützt.

## Geschichte

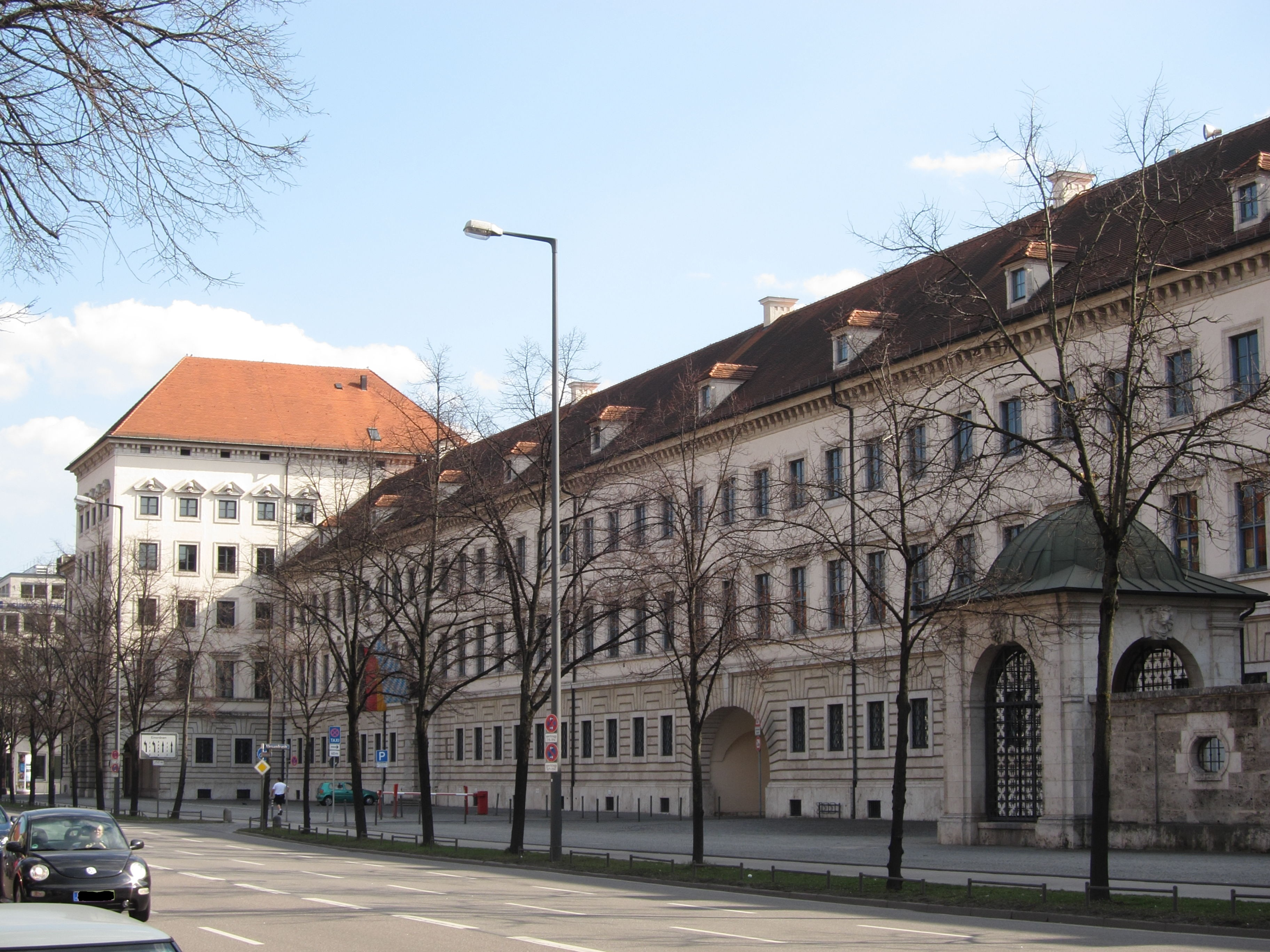
Dienstgebäude an der Prinzregentenstraße

Das erste bayerische Wirtschaftsministerium mit der Bezeichnung „Staatsministerium des Handels und der öffentlichen Arbeiten“ wurde 1848 gegründet und 1871 wieder aufgelöst. Erst während der Weimarer Republik wurde erneut ein Wirtschaftsministerium eingerichtet, das den Namen „Staatsministerium für Handel, Industrie und Gewerbe“ trug. Dieses wurde aber bereits 1928 dem Außenministerium angegliedert, bevor fünf Jahre später das „Staatsministerium für Wirtschaft“ gegründet wurde. Kurz darauf wurde das Ministerium unter die Führung der nationalsozialistischen Reichsbehörden gestellt und verlor dabei seine Eigenschaften als bayerisches Ministerium.
Nach der Neugründung Bayerns nach dem Zweiten Weltkrieg wurde am 26. Januar 1946 abermals ein Wirtschaftsministerium gegründet. Am 1. Oktober 1952 wurden das Staatsministerium für Wirtschaft und das bis dahin eigenständige Staatsministerium für Verkehr zusammengelegt.
Aufgrund der neuen politischen Schwerpunktsetzung nannte sich das Ministerium seit dem 27. Oktober 1994 Bayerisches Staatsministerium für Wirtschaft, Verkehr und Technologie. Am 14. Oktober 2003 kam die Zuständigkeit für die „Infrastruktur“ hinzu. Nachdem im Oktober 2013 das Ressort „Verkehr“ an das Innenministerium und der Bereich der „Landesentwicklung“ an das Finanzministerium überging, wurde das Ministerium zunächst zum Bayerischen Staatsministerium für Wirtschaft und Medien, Energie und Technologie und ab März 2018 zum Bayerischen Staatsministerium für Wirtschaft, Energie und Technologie. Im November 2018 erhielt es den Bereich „Landesentwicklung“ vom Finanzministerium zurück und führt seitdem die heutige Bezeichnung: „Bayerisches Staatsministerium für Wirtschaft, Landesentwicklung und Energie“.
Das Bayerische Wirtschaftsministerium ist seit 1945 im ehemaligen Luftgaukommando VII in der Prinzregentenstraße 28 im Münchner Stadtbezirk Altstadt-Lehel untergebracht. Der neuklassizistische Monumentalbau entstand 1935/1936 nach dem Entwurf von German Bestelmeyer. Der Straßenfassade ist ein kleiner Tempel mit dem Pinienzapfenbrunnen von Joseph Wackerle vorgelagert.

## Aufgaben und Aufbau
Die Aufgaben sind in der Verordnung über die Geschäftsverteilung der Bayerischen Staatsregierung festgelegt. Der Geschäftsbereich umfasst demnach die Angelegenheiten der wirtschaftlichen Grundsatzfragen und Rahmenbedingungen, die Zuständigkeit für einzelne Wirtschaftszweige, die Standortförderung und berufliche Bildung. Daneben sind dem Ministerium die Aufgaben der Raumordnung und Landesplanung sowie der Energie- und Technologiepolitik zugeordnet (§ 9 StRGVV).
Das Staatsministerium gliedert sich in zehn Abteilungen:
| - Abteilung Z: Zentrale Aufgaben - Abteilung 1: Gesetzgebung und Recht - Abteilung 2: Wirtschaftspolitik, Koordination, Industrie - Abteilung 3: Mittelstand, Handwerk, Handel, Freie Berufe - Abteilung 4: Innovation, Forschung, Technologie, Digitalisierung | - Abteilung 5: Investition, Finanzierung, Strukturpolitik - Abteilung 6: Internationalisierung, Standortpolitik, Invest in Bavaria - Abteilung 7: Landesentwicklung - Abteilung 8: Energiepolitik, Energieinfrastruktur und -forschung - Abteilung 9: Erneuerbare Energien, Staatsforsten, Jagd |

Das Bayerische Wirtschaftsministerium ist die Börsenaufsichtsbehörde für das Land Bayern und damit für die Aufsicht über die Börse München zuständig. Ebenso übt es die Rechtsaufsicht über die Industrie- und Handelskammern sowie die Handwerkskammern aus.

## Nachgeordnete Behörden und Partner
Nach- beziehungsweise zugeordnete Behörden des Bayerischen Wirtschaftsministeriums sind die Bayerische Landeskartellbehörde, das Bayerische Landesamt für Maß und Gewicht und die Regulierungskammer des Freistaats Bayern.
Das Ministerium ist mit zahlreichen Partnern vernetzt wie beispielsweise der Bayern Innovativ GmbH, der Bayern International GmbH und der Landesagentur für Energie und Klimaschutz.
Zur Förderung der Ansiedlung ausländischer Unternehmen in Bayern betreibt das Bayerische Wirtschaftsministerium die international tätige Agentur Invest in Bavaria. Unternehmen aus dem In- und Ausland erhalten hier Informationen und Unterstützung bei der Ansiedlung oder Erweiterung ihres Betriebs in Bayern.
Seit Mitte der 90er Jahre pflegt das Bayerische Wirtschaftsministerium außerdem ein weltweites Netz von Bayerischen Auslandsrepräsentanzen. Aktuell unterstützen 31 Auslandsrepräsentanten bayerische Unternehmen bei der Erschließung neuer Exportmärkte.